# Zoltan Sabo
Zoltan Sabo (Servisch: Золтан Сабо, Hongaars: Zoltán Szabó) (Belgrado, 26 mei 1972 – Sremska Kamenica (Novi Sad) 15 december 2020) was een Servisch voetballer en voetbaltrainer.

## Carrière
Zoltan Sabo speelde tussen 1991 en 2008 voor verschillende clubs, in Servië, Zuid-Korea, Japan, Hongarije en Cyprus.

## Statistieken (Japan)
| Japan   | Japan          | Japan       | League | League | Emperor's Cup | Emperor's Cup | Totaal | Totaal |
| Seizoen | Club           | League      | Wed.   | Goals  | Wed.          | Goals         | Wed.   | Goals  |
| ------- | -------------- | ----------- | ------ | ------ | ------------- | ------------- | ------ | ------ |
| 2002    | Avispa Fukuoka | J. League 2 | 17     | 1      | 0             | 0             | 17     | 1      |
| Totaal  | Totaal         | Totaal      | 17     | 1      | 0             | 0             | 17     | 1      |